# Organisation Iberoamerikanischer Staaten
Die Organisation Iberoamerikanischer Staaten (Spanisch: Organización de Estados Iberoamericanos, Portugiesisch: Organização de Estados Iberoamericanos, Katalanisch: Organització d'Estats Iberoamericans; abgekürzt OEI), offiziell Organisation der Iberoamerikanischen Staaten für Bildung, Wissenschaft und Kultur, ist eine internationale Organisation, die aus 23 Mitgliedstaaten Nationen in Europa und Amerika sowie einem Mitglied in Afrika besteht. Die Mitglieder der OEI setzen sich aus allen Staaten Iberoamerikas und der Iberischen Halbinsel sowie Äquatorialguinea zusammen. Alle Mitglieder sind portugiesisch- und spanischsprachige Nationen, mit Ausnahme von Andorra, wo überwiegend Katalanisch gesprochen wird.

## Geschichte
Die OEI wurde 1949 als das Iberoamerikanische Bildungsbüro als Ergebnis des ersten Lateinamerikanischen Bildungskongresses in Madrid gegründet. 1954 fand der zweite Kongress in Quito statt, wo beschlossen wurde, das Amt in eine zwischenstaatliche Organisation umzuwandeln. Am 15. März 1957, auf dem dritten Bildungskongress in Santo Domingo, trat die erste Satzung in Kraft, die bis 1985 gültig war. Im Mai 1985 fand in Bogotá eine außerordentliche Sitzung des Kongresses statt, auf der beschlossen wurde, das Iberoamerikanische Bildungsbüro in die OEI umzuwandeln und seine Ziele über den Bereich der Zusammenarbeit im Bildungswesen zu erweitern. 1991 fand in Guadalajara der erste Iberoamerika-Gipfel statt, an dem hochrangige Vertreter (wie Regierungschefs) der Mitgliedstaaten teilnahmen. Er wurde danach jährlich, bzw. seit 2014 alle zwei Jahre, abgehalten. Die OEI organisiert seit 1991 auch die Konferenzen der iberoamerikanischen Bildungsminister als vorbereitende Instanz für diese Gipfeltreffen sowie die Umsetzung der ihr übertragenen Bildungs-, Wissenschafts- und Kulturprogramme.

## Zweck
Der Zweck der OEI ist die Förderung der zwischenstaatlichen Zusammenarbeit ihrer Mitgliedsländer, vor allem in den Bereichen Bildung, Wissenschaft, Technologie und Kunst. Ihr Generalsekretariat befindet sich in Madrid. Die Finanzierung der Aktivitäten und Programme der OEI erfolgt durch Pflichtbeiträge und freiwillige Beiträge der Regierungen der Mitgliedsländer sowie privater Kultur- und Bildungseinrichtungen und Stiftungen.

## Organisation
Die OEI besteht aus drei Organen: der Generalversammlung, dem Direktionsrat und dem Generalsekretariat.

### Generalversammlung
Die Generalversammlung, das höchste Organ der Organisation, setzt sich aus Vertretern (oder Delegationen) der Mitgliedstaaten zusammen. Sie legt die Politik der OEI fest, bewertet und genehmigt den Tätigkeitsplan, das Programm und den Gesamthaushalt der Organisation, legt die jährlichen Beiträge fest und wählt den Generalsekretär.

### Direktionsrat
Der Direktionsrat wird von der Generalversammlung mit der Kontrolle der Leitung und Verwaltung der OEI beauftragt. Er setzt sich aus den Bildungsministern der Mitgliedstaaten (oder deren Vertretern) zusammen und wird vom Bildungsminister des Landes geleitet, in dem die nächste Generalversammlung stattfindet. Seine Hauptaufgabe besteht in der Analyse und Genehmigung des Tätigkeitsberichts, der Programme, des Zweijahreshaushalts und des Jahresabschlusses der OEI.

### Generalsekretariat
Das Generalsekretariat wird von der Generalversammlung als Exekutivdirektor der OEI beauftragt und vertritt diese gegenüber Regierungen, internationalen Organisationen und anderen Institutionen. Es leitet, verwaltet und führt die Programme und Projekte der Organisation durch. Das Generalsekretariat verfügt über eine flexible interne Struktur, die sich an die politischen Leitlinien, Strategien und den Tätigkeitsplan anpassen lässt.

## Mitglieder und Beobachter

### Mitglieder
Die folgenden 23 Staaten sind Mitglieder der OEI:
- Äquatorialguinea
- Andorra
- Argentinien
- Bolivien
- Brasilien
- Chile
- Costa Rica
- Dominikanische Republik
- Ecuador
- El Salvador
- Guatemala
- Honduras
- Kolumbien
- Kuba
- Mexiko
- Nicaragua
- Panama
- Paraguay
- Peru
- Portugal
- Spanien
- Uruguay
- Venezuela

### Beobachter
Die OEI hat sieben Beobachterländer: Angola, Kap Verde, Guinea-Bissau, Luxemburg, Mosambik, São Tomé und Príncipe und Osttimor sowie drei Beobachterorganisationen: die Gemeinschaft der portugiesischsprachigen Länder (CPLP), das Zentralamerikanische Integrationssystem (SICA) und die EU-Lateinamerika-Karibik-Stiftung.